# Prayer to the East
Prayer to the East je studiové album amerického jazzového hudebníka Yusefa Lateefa. Nahráno bylo dne 10. října 1957 ve studiu Van Gelder Studio a jeho producentem byl Ozzie Cadena. Vydáno bylo následujícího roku společností Savoy Records. Obsahuje celkem pět skladeb, přičemž jediná je Lateefova autorská.

## Seznam skladeb
1. „A Night in Tunisia“ (Dizzy Gillespie) – 9:55
2. „Endura“ (Yusef Lateef) – 13:10
3. „Prayer to the East“ (Ali Jackson) – 8:19
4. „Love Dance“ (Les Baxter) – 6:46
5. „Lover Man“ (Jimmy Davis, Ram Ramirez, James Sherman) – 6:37

## Obsazení
- Yusef Lateef – tenorsaxofon, flétna, tamburína
- Wilbur Harden – křídlovka
- Hugh Lawson – klavír, okarína
- Ernie Farrow – kontrabas
- Oliver Jackson – bicí, gong